# Rolf-Heinz Höppner
Rolf-Heinz Höppner (ur. 24 lutego 1910 w Siegmar, zm. 23 października 1998) – niemiecki prawnik, podpułkownik SS w Biurze Bezpieczeństwa Rzeszy, zbrodniarz wojenny.

## Życiorys

### Młodość i wykształcenie
W 1920 roku ukończył szkołę podstawową w Chemnitz, następnie kontynuował naukę w tamtejszym gimnazjum. Maturę uzyskał w 1929 roku. W tym samym roku rozpoczął studia prawnicze, studiował na uczelniach w Halle, Bonn, Fryburgu Bryzgowijskim i Lipsku. W 1930 roku wstąpił do Narodowosocjalistycznej Niemieckiej Partii Robotników, otrzymał legitymację o numerze 321 209. 1 kwietnia 1931 roku wstąpił do SA, której członkiem pozostał do 1934 roku. W 1934 roku został członkiem Schutzstaffel i Sicherheitsdienst. 
W 1934 roku ukończył studia, zdając pierwszy egzamin państwowy, następnie podjął trzyletnią praktykę referendarską. W 1937 roku zdał drugi egzamin państwowy, uzyskując prawo do wykonywania zawodu.  

### Służba w SS i SD
W ramach SD pełnił służbę w Chemnitz, następnie przeniesony został do Lipska. Na początku 1938 roku został przeniesiony do Drezna, gdzie pełnił funkcję szefa sztabu. 

#### Działalność w Kraju Warty
Po wybuchu II wojny światowej, w kwietniu 1940 roku został awansowany do stopnia Hauptsturmführera i mianowano go kierownikiem placówki SD w okupowanym Poznaniu. Funkcję kierownika pełnił do 30 czerwca 1944 roku. W maju 1940 roku został także mianowany zastępcą kierownika Centrali Przesiedleńczej w Poznaniu, chociaż właściwie to on kierował pracami centrali. W styczniu 1941 roku awansowany do stopnia Sturmbannführera, a kwietniu tego samego roku został wydelegowany do Centralnego Urzędu Niemieckiej Listy Narodowościej, a 8 maja 1942 roku objął referat narodowościowy w Urzędzie Namiestnika Rzeszy w Kraju Warty. 22 stycznia 1943 został kierownikiem partyjnego urzędu ds. narodowościowych. W czerwcu 1944 awansowany na Obersturmbannführera. 
Stojąc na czele Centrali Przesiedleńczej przygotował w czerwcu 1940 dokument z propozycjami intensyfikacji przesiedleń  poprzez: branie zakładników z groźbą rozstrzelania, przeczesywanie terenu, inwigilację agenturalną. W związku z tym, że chorzy i niezdolni do podróży zostawali na miejscu – jesienią 1940 wprowadzono w życie nowe propozycje Höppnera - 26-30 października zamordowano ok. 400 osób w szpitalu żydowskim w Kaliszu. W identyczny sposób rozprawiono się z Polakami we Włocławku na początku 1942.  
Również w czerwcu 1940 przedstawił szereg propozycji dotyczących przesiedleń ludności żydowskiej. Trudności w ich realizacji sprowadzały się do dążenia do wyniszczenia Żydów poprzez ich zagłodzenie i niewolniczą pracę. 
W czerwcu 1941 przybył na krótko do Belgradu, gdzie został zastępcą Wilhelma Fuchsa. Brał udział w wysiedleniu tysięcy Słoweńców do obozów koncentracyjnych w Serbii. Następnie powrócił do Poznania. W związku z wybuchem wojny z ZSRR w 1941 możliwości przesiedlania ludności uległy zmniejszeniu. Stąd Höppner stanął na czele urzędu ds. Volkslisty. To on stworzył przepisy, na podstawie których niemożliwe było zawarcie związku małżeńskiego w Warthegau przez Polaka, który nie ukończył 28 lat i analogicznie w przypadku Polek w wieku przed skończeniem 25 roku życia. Były to najostrzejsze przepisy w całej Rzeszy i pomimo nacisków nie zostały zmienione, wobec uporu ich twórcy. Poza tym opowiadał się za zakazem publicznego używania języka polskiego, określeniem znajomości matematyki przez polskie dzieci na poziomie tabliczki mnożenia i jedynie podstawowej znajomości języka niemieckiego. Niemcy zaś mieli znać polskie przekleństwa, by w ten sposób zmuszać Polaków do cięższej pracy. 
We wrześniu 1941 roku prowadzono wobec niego wewnątrzpartyjne dochodzenie w sprawie sfałszowania wyników sportowych jednego z jego kolegów. Został uznany winnym i skazany na tydzień aresztu domowego. 
W 1943 wyrażał swoje niezadowolenie z powodu proletaryzacji ludności polskiej, która nieoczekiwanie przyczyniła się do wzrostu wzajemnej solidarności. W tym samym roku bezpośrednio uczestniczył w transporcie słoweńskich Żydów do obozu Auschwitz-Birkenau. W maju 1944 roku prawdopodobnie brał udział w rozmowach dotyczących ponownego uruchomienia obozu zagłady w Chełmnie nad Nerem. 

#### Lata 1944–1945
W czerwcu 1944 roku został przeniesiony z Poznania do Berlina, gdzie objął jeden z departamentów urzędu IIIA Głównego Urzędu Bezpieczeństwa Rzeszy i zajmował się sprawami wewnętrznymi SD.
10 lipca 1945 roku został aresztowany przez Brytyjczyków we Flensburgu.

### Życie po wojnie
W 1946 roku zeznawał przed Międzynarodowym Trybunałem Wojskowym w Norymberdze. 25 lutego 1947 roku przekazano go władzom polskim, 28 lutego trafił do Cieszyna, a następnie do Poznania. W sierpniu 1947 roku został po raz pierwszy przesłuchany, następnie był przesłuchiwany przez wiceprokuratora Alfonsa Lehmanna, prawnika K.M. Pospieszalskiego z Instytutu Zachodniego oraz pracowników Urzędu Bezpieczeństwa Publicznego. Latem 1948 roku Lehmann przygotował wobec niego i Herberta Stricknera wspólny akt oskarżenia, który w większości skupiał się na ich działalności w niemieckim wywiadzie w okresie okupacji. Rozprawa przeciwko Höppnerowi i Stricknerowi odbyła się w dniach od 7 do 12 marca 1949 roku przed Sądem Okręgowym w Poznaniu. 15 marca 1949 roku Höppner skazany został na karę dożywotniego pozbawienia wolności, a Strickner na karę śmierci.
Karę pozbawienia wolności odybwał w więzieniu w Sztumie i w więzieniu mokotowskim. W 1951 roku skierował do Bolesława Bieruta list z prośbą o ułaskawienie, a w 1956 roku złożył podanie o przedterminowe zwolnienie. Jego podanie zostało rozpatrzone pozytywnie i w styczniu 1957 roku został zwolniony z więzienia. Zamieszkał w Bad Godesberg, gdzie podjął pracę w banku.
W 1962 roku zeznawał przed zachodnioniemiecką prokuraturą w związku z postępowaniem prowadzonym przeciwko Wilhelmowi Koppe. Dwa lata później był świadkiem podczas procesu Hermanna Krumeya i Ottona Hunsche przed sądem we Frankfurcie nad Menem. W 1965 roku składał zeznania podczas postępowania dotyczącego egzekucji radzieckich jeńców wojennych w Groß-Rosen oraz działalności obozu zagłady w Chełmnie. 
W związku z opublikowanym przez Juliana Leszczyńskiego artykułem dotyczącym uczestnictwa Höppnera w zagładzie Żydów w Kraju Warty prokuratura we Frankfurcie wszczęła wobec niego śledztwo z powodu krzywoprzysięstwa, które zostało jednak następnie umorzone. W tym samym czasie postępowanie wszczęła prokuratura w Bonn, która postawiła mu zarzut pomocnictwa w morderstwie. Na podstawie opublikowanego w 1967 roku w tygodniku Polityka artykułu Leszczyńskiego pt. On był pierwszy prokurator w Bonn otworzył przeciwko niemu kolejne śledztwo, w którym ponownie postawiono mu zarzut pomocnictwa w morderstwie, które następnie zostało zamknięte, gdyż oskarżonemu nie udało się udowodnić zarzucanych mu czynów. W 1971 roku prokuratura w Bonn wszczęła wobec niego kolejne śledztwo, które dotyczyło przymusowej germanizacji dzieci w Kraju Warty. W 1976 roku akt oskarżenia w tej sprawie przekazano do Sądu Krajowego w Bonn, który następnie go jednak odrzucił.
W 1979 roku prokuratura w Bonn podjęła kolejne śledztwo przeciwko niemu, dotyczące działalności obozu zagłady w Chełmnie nad Nerem. Śledztwo zostało następnie przejęte przez prokuraturę w Kolonii i Dortmundzie, a ostatecznie zostało umorzone.
Był jednym z rozmówców Krzysztofa Kąkolewskiego w jego zbiorze wywiadów ze zbrodniarzami nazistowskimi Co u pana słychać?.

## MemoriałLösung der Judenfrage
W dniu 16 lipca 1941 Höppner przygotował dokument, adresowany do Adolfa Eichmanna (w towarzyszącym mu piśmie była fraza: „Lieber Kamerad Eichmann”). Pismo zawierało konkretne propozycje zlikwidowania ludności żydowskiej, jakie wcześniej w różnych formach były już przez Höppnera przedstawiane. Autor proponował zgromadzenie Żydów w jednym obozie, gdzie mieliby przymusowo pracować. Niezdolnych do pracy miano zagłodzić, zaś młode Żydówki poddać sterylizacji. Dokument dotarł do najwyższych władz Rzeszy i decyzję o zagładzie Żydów w Warthegau podjął sam Heinrich Himmler.
We wrześniu 1941 „bezrobotne” SS-Sonderkommando-Lange (od jesieni 1939 do lipca 1941 mordowało osoby chore psychicznie) zamordowało w Kazimierzu Biskupim kilka tysięcy Żydów, m.in. poprzez  użycie samochodów ciężarowych jako komór gazowych, do wnętrza których doprowadzano spaliny. Utworzenie Obozu zagłady w Chełmnie nad Nerem wiąże się ściśle z planami z memoriału Höppnera. Mordy przeprowadzane w tym obozie przyczyniły się do podjęcia decyzji o ostatecznym rozwiązaniu kwestii żydowskiej w 1942.

## MemoriałOrganizacja Centrali Przesiedleńczej
Z datą 2 września 1941 Hőppner przygotował kolejny dokument, w którym przedstawił wizję przesiedlenia milionów mieszkańców Europy Wschodniej i Południowo-Wschodniej na Syberię. Kwestią otwartą było pozostawienie tych ludzi na poziomie wegetatywnym, czy też całkowita eksterminacja. Opracowanie wysłano dzień później do Berlina. Tutaj pismo trafiło na ręce Hansa Ehlicha i Eichmanna. Wiele wskazuje na to, że memoriał ten legł później u podstaw Generalplan-Ost, którego autorem był właśnie dr Ehlich.
Hőppner stał na stanowisku, że wysiedlaną ludność należy wymordować.